# Arcul frânt (Star Trek: Enterprise)
„Arcul frânt” (titlu original: „Broken Bow”) este primul și al doilea episod din primul sezon al serialului TV american științifico-fantastic Star Trek: Enterprise. A avut premiera la 26 septembrie 2001.
Episodul a fost regizat de James Conway după un scenariu de Rick Berman și Brannon Braga .

## Prezentare
Este prezentat primul contact cu Klingonienii; lansarea navei USS Enterprise (NX-01). Archer se găsește în mijlocul unui Război Rece Temporal. 

## Actori ocazionali
- John Fleck - Silik
- Melinda Clarke - Sarin
- Tommy Lister, Jr. - Klaang
- Vaughn Armstrong - Admiral Forrest
- Jim Beaver - Admiral Daniel Leonard
- Mark Moses - Henry Archer
- Gary Graham - Ambassador Soval
- Thomas Kopache - Vulcan Attache Tos
- Jim Fitzpatrick - Commander Williams
- James Horan - Humanoid Figure
- Joseph Ruskin - Suliban Doctor
- Marty Davis - Young Jonathan Archer
- Ron King - Farmer
- Ricky Luna - Carlos
- Chelsea Bond - Alien Mother
- Ethan Dampf - Alien Child
- Diane Klimaszewski - Dancer
- Elaine Klimaszewski - Dancer
- James Cromwell - Doctor Zefram Cochrane
- Byron Thames - Crewman
- Peter Henry Schroeder - Klingon Chancellor
- Matt Williamson - Klingon Council Member